# 44 Montgomery
44 Montgomery – wieżowiec w San Francisco w Stanach Zjednoczonych. Ma nieco ponad 172 metry wysokości i 43 piętra. Daje mu to 9. pozycję w mieście. Jego powierzchnia użytkowa wynosi 70 655 m². Jest wykorzystywana jako biura. Zaprojektowała go firma John Graham & Associates. Budynek ten jest reprezentantem stylu międzynarodowego. Jego budowa rozpoczęła się w 1966 roku, a zakończyła już w 1967 roku. Wykonano go głównie z aluminium. Prawidłowy przepływ osób zapewnia 18 wind ulokowanych w budynku. W roku, w którym oddano go do użytku, był to najwyższy budynek w tym mieście i pierwszy powyżej 150 metrów wysokości. Swoją pozycję utrzymał przez dwa lata. Kiedyś był on siedzibą Wells Fargo Bank. W 1999 roku został zakupiony przez AT&T za 111 mln dolarów.